# Ашти Хаврами
Абдулла Абдуррахман Абдулла, более известный как Ашти Хаврами (курд. Aştî Hewramî; 1948, Сулеймания — 20 октября 2024, Лондон) — иракский курдский политик, занимавший пост министра природных ресурсов Иракского Курдистана.
В девятом кабинете регионального правительства Курдистана он был заместителем премьер-министра по вопросам энергетики и членом Верховного совета по нефти и газу Курдистана. 
Хаврами умер в Лондоне 20 октября 2024 года после борьбы с болезнью в возрасте 76 лет. 